# Рубаев, Георгий Русланович
Георгий Русланович Рубаев (осет. Рубайты Геуӕр; Владикавказ, Северо-Осетинская АССР, РСФСР, СССР) — российский и молдавский борец вольного стиля

## Биография
Георгий на ковре с 9 лет. Тренируется под руководством своего отца Руслана Рубаева, Цезаря Тибилова и Владимира Григорьева. Окончил 44-ю владикавказскую школу, является студентом экономического факультета СКГМИ. На межрегиональных соревнованиях выступает за РСО-Алания

## Спортивные достижения
- 2009 Первенство России среди юниоров — серебро
- 2009 Первенство Европы среди юниоров — золото (74 кг)
- 2010 Турнир на призы Сослана Андиева — серебро (84 кг)
- 2011 Первенство мира среди юниоров — серебро
- 2011 Турнир на призы Сослана Андиева — золото
- 2011 Первенство России среди юниоров — золото
- 2012 «Голден Гран-при» памяти Гейдара Алиева — бронза
- 2012 Кубок Союза армян Украины 2012 — бронза
- 2013 Кубок Рамзана Кадырова на призы Адлана Вараева — бронза
- 2013 Турнир на призы Сослана Андиева — золото

## Интервью
- Георгий РУБАЕВ: «Я обязан был стать чемпионом…»